# ONE Fight Night 10
ONE Fight Night 10: Johnson vs. Moraes 3 fue un evento de deportes de combate producido por ONE Championship llevado a cabo el 5 de mayo de 2023, en el 1stBank Center en Broomfield, Colorado, Estados Unidos.

## Historia
Este evento marcó el debut de la promoción en Estados Unidos. Colorado fue elegido para el debut en Estados Unidos ya que su comisión atlética fue la primera en aprobar el reglamento de ONE.
Una trilogía por el Campeonato Mundial de Peso Mosca de ONE entre el actual campeón (además de ex-Campeón de Peso Mosca de UFC y Campeón del Grand Prix de Peso Mosca de ONE de 2019) Demetrious Johnson y el tres veces campeón de la división Adriano Moraes encabezó el evento. El par se enfrentó por primera vez en ONE on TNT 1 el 7 de abril de 2021, donde Moraes ganó por nocaut en el segundo asalto. Su segundo encuentro se llevó a cabo en ONE on Prime Video 1 en agosto de 2022, donde Johnson ganó por nocaut en el cuarto asalto.
Una pelea por el Campeonato Mundial de Muay Thai de Peso Mosca de ONE entre el actual campeón Rodtang Jitmuangnon y Edgar Tabares se llevó a cabo en el evento.
Una pelea por el Campeonato Mundial de Submission Grappling de Peso Mosca de ONE entre el actual campeón Mikey Musumeci y Osamah Almarwai se llevó a cabo en el evento.
Una pelea de peso mediano entre el ex-Campeón Mundial de Peso Mediano de ONE y Peso Semipesado de ONE Aung La Nsang y Fan Rong se llevó a cabo en el evento. El par estaba originalmente programado para ONE Fight Night 6, pero Rong se retiró de la pelea luego de haber dado positivo por COVID-19.
Una súper pelea de submission grappling entre el actual Campeón Mundial de Peso Mediano de ONE Reinier de Ridder y el medallista de bronce de ADCC Tye Ruotolo se llevó a cabo en el evento.

## Resultados
1. ↑  Por el Campeonato Mundial de Peso Mosca de ONE.
2. ↑  Por el Campeonato Mundial de Muay Thai de Peso Mosca de ONE.
3. ↑  Por el Campeonato Mundial de Submission Grappling de Peso Mosca de ONE.

## Bonificaciones
Los siguientes peleadores recibieron bonos.
- $100.000 Actuación de la Noche: Rodtang Jitmuangnon

- $50.000 Actuación de la Noche: Mikey Musumeci, Stamp Fairtex, Zebaztian Kadestam y Sage Northcutt